# St. Vitus (Burglengenfeld)

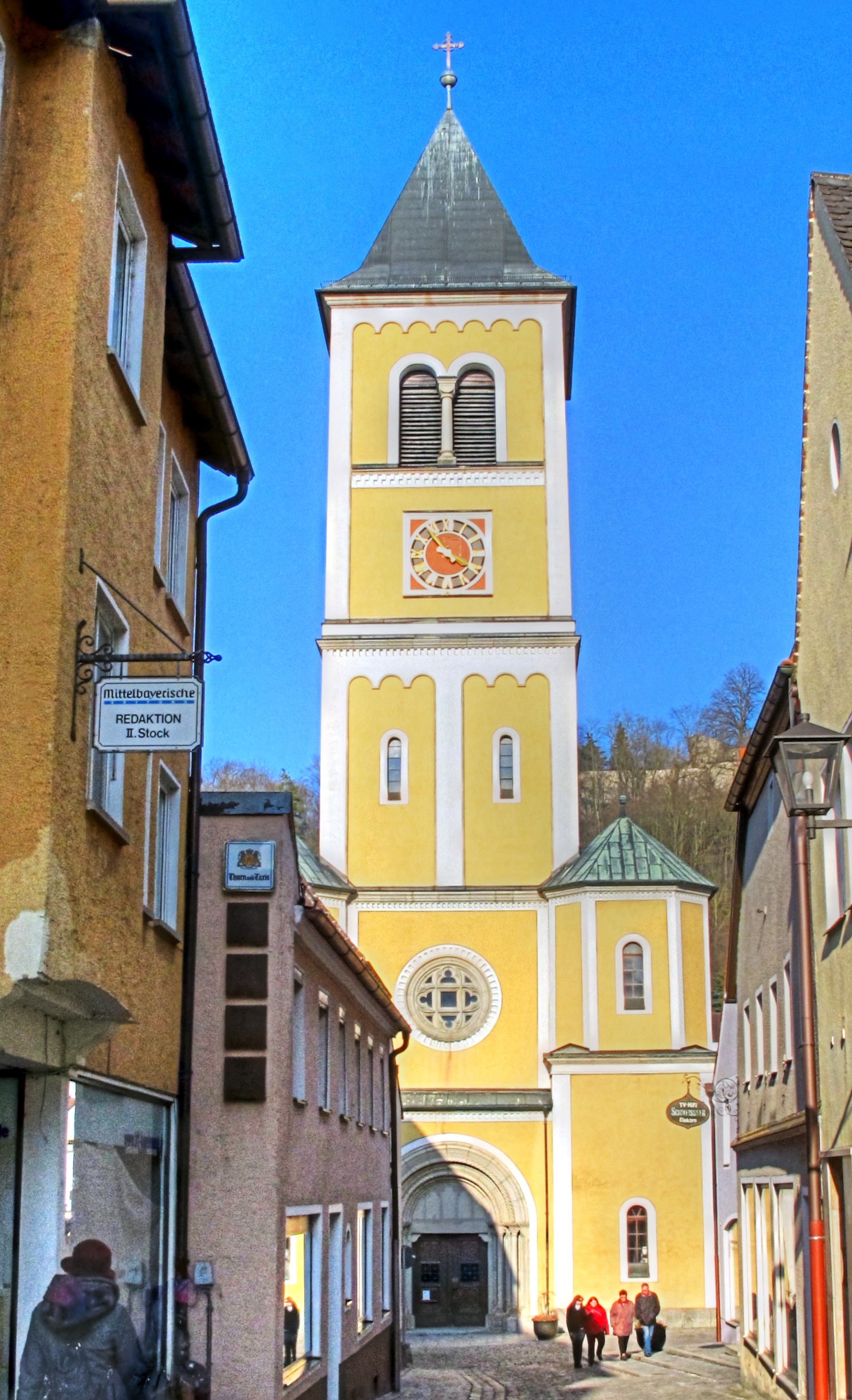
St. Vitus von Süden

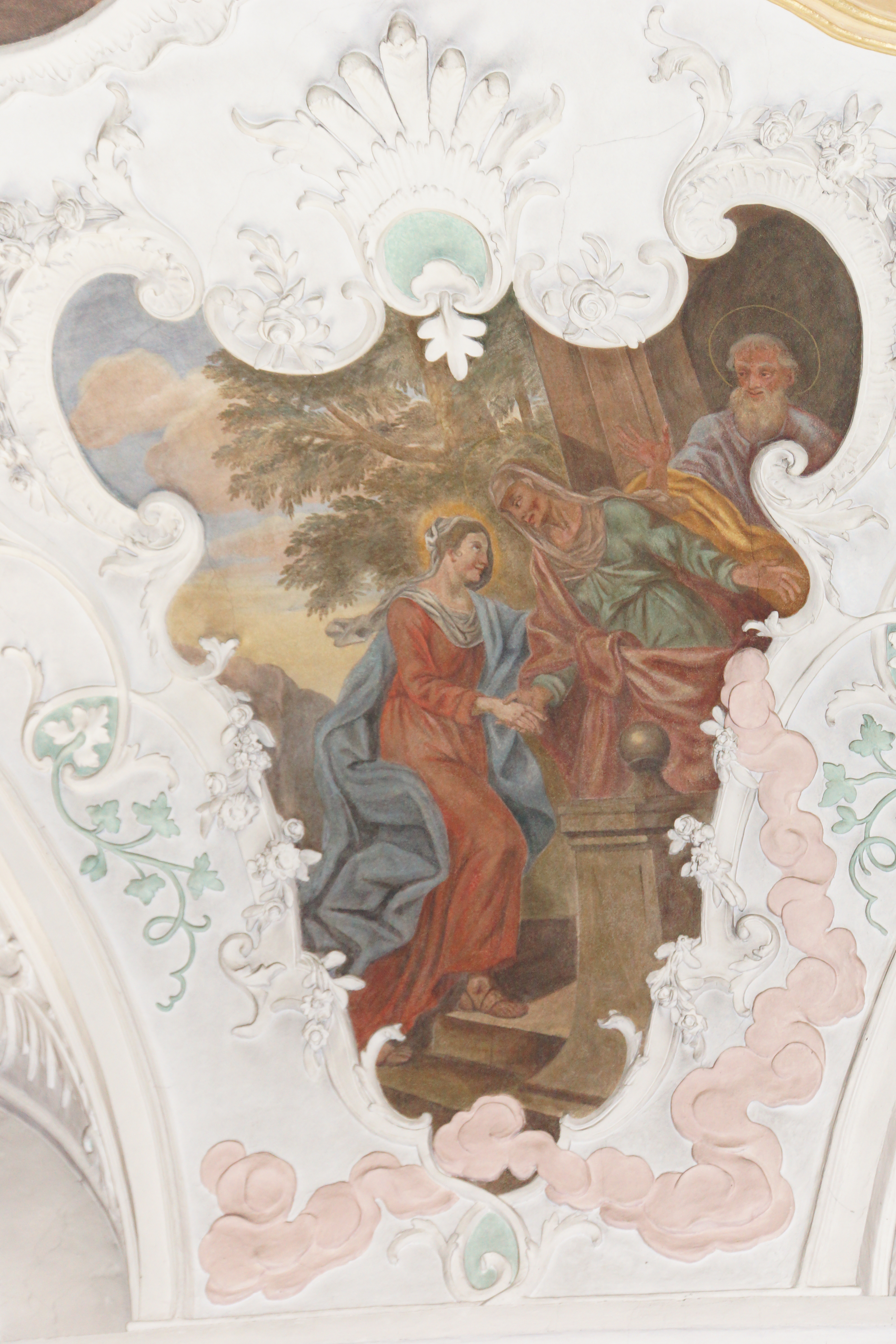
Stuckaturschmuck mit barockem Deckengemälde

Die Pfarrkirche St. Vitus des Bistums Regensburg ist eine Kirche in Burglengenfeld im Oberpfälzer Landkreis Schwandorf in Ostbayern.

## Geschichte
Die Geschichte der Kirche St. Vitus beginnt um das Jahr 1315 mit der Errichtung des Bauwerks. Die erste urkundliche Erwähnung als Benefiztum St. Veith rührt aus dem Jahr 1326. Im Zuge des Landshuter Erbfolgekrieges 1504 wurde sie geplündert und beschädigt. Zur Finanzierung des Wiederaufbaus der Pfarrkirche erlaubte Pfalzgraf Friedrich im Jahr 1512 den ortsansässigen Bürgern, einen „Jahrmarkt zur Aufnehmung des Gotteshauses St. Veit und des Marktes“ abzuhalten. Der heute noch jährlich in Burglengenfeld abgehaltene verkaufsoffene Sonntag mit dem Namen „Vitusmarkt“ geht darauf zurück. Zwischen 1542 und 1613 war St. Vitus, ausgenommen von einem kurzen katholischen Interim von 1547 bis 1552, evangelische Pfarrkirche. Dieser Umstand ist darauf zurückzuführen, dass Herzog Ottheinrich im Jahr 1542 für seinen gesamten Herrschaftsbereich die evangelische Lehre eingeführt hat. 1614 führte Wolfgang Wilhelm von Pfalz-Neuburg das katholische Bekenntnis wieder ein, das er auch in St. Veith im Jahr 1617 durchsetzte. Im Zuge des Dreißigjährigen Krieges verfielen die Pfarrkirche St. Vitus und der zugehörige Pfarrhof. Erst in den Jahren 1661 bis 1665 wurde mit dem Wiederaufbau begonnen. Zwischen 1748 und 1749 wurden der heute noch erhaltene Stuckaturschmuck und das teilweise original erhalten gebliebene Deckengemälde angefertigt. 
1891 wurde das bereits vorhandene Glockenhaus unter dem damaligen Gemeindepfarrer Dengler erhöht und das Kirchenportal bekam seine heutige neuromanische Gestalt. In den Jahren 1937 und 1938 wurden die seit 1884 angedachten Pläne zur Erweiterung der Kirche umgesetzt. Dazu wurde der alte Kirchenchor abgebrochen und an den verbliebenen Chorbogen ein quadratischer Bau angefügt, der nach oben in eine 1954 bemalte Kuppel aufgeht. 1966 wurde im Neubau eine neue Orgel der Firma Nenninger eingeweiht, die Vorgängerorgel der Firma Siemann wurde im Zuge einer Kirchenrenovierung abgebaut.

## Pfarrgemeinde
Die heutige Pfarrgemeinde St. Vitus verfügt über einen kircheneigenen Kindergarten mit dem Namen „Don Bosco“ und stellt mit der Musikkapelle St. Vitus ein regional bekanntes Musikerensemble. Zur Pfarrgemeinde gehören außerdem die Kreuzbergkirche in Burglengenfeld, die Kirche St. Sebastian in der Burglengenfelder Vorstadt und die Filialkirche Pottenstetten.